# باهوبالی ۲: فرجام
باهوبالی ۲: فرجام (انگلیسی: Baahubali 2: The Conclusion) یک فیلم حماسی-اکشن هندی به کارگردانی اس. اس. راجامولی است که در ۲۸ آوریل ۲۰۱۷ منتشر شد. این فیلم دنباله فیلم آغاز باهوبالی است.
این فیلم با بودجه تخمینی ۲۵۰ کرور روپیه (۳۷ میلیون دلار) ساخته شد و گران‌ترین فیلم هندی بود که در آن زمان ساخته شد. این تولید در ۱۷ دسامبر ۲۰۱۵ در شهر فیلم راموجی، حیدرآباد راه اندازی شد. این فیلم در ۲۸ آوریل ۲۰۱۷ منتشر شد و بعداً به هندی، مالایایی، ژاپنی، روسی و چینی دوبله شد. و در فرمت‌های معمولی 2D وآی‌مکس منتشر شد، اولین فیلم تلوگو بود که در قالب 4K با وضوح بالا نیز منتشر شد.
این فیلم با فروش ۱۸۱۰ کرور روپیه در سرتاسر جهان (۲۶۷ میلیون دلار)، از فیلم پی‌کی (۲۰۱۴) پیشی گرفت و برای مدت کوتاهی تبدیل به پرفروش‌ترین فیلم هندی تمام دوران شد و تنها در عرض شش روز پس از اکران، حدوداً ۸۰۰ کرور در سراسر جهان جمع‌آوری کرد. این اولین فیلم هندی با فروش بیش از ۱۰۰۰ کرور روپیه بود که تنها در ده روز به فروش رسید. در داخل هند، این فیلم رکوردهای زیادی را به نام خود ثبت کرد و به پردرآمدترین فیلم به زبان هندی و همچنین به زبان‌های اصلی تلوگو و تامیل تبدیل شد. این فیلم به عنوان پرفروش‌ترین فیلم هند، دومین فیلم هندی پردرآمد در سراسر جهان و سی و نهمین فیلم پرفروش سال ۲۰۱۷ است. این فیلم در طول اکران باکس آفیس خود بیش از ۱۰۰ میلیون بلیت فروخت که بالاترین رقم در زمان خودش است.

## داستان
زمانی که شیوا، فرزند باهوبالی، دربارهٔ میراثش می‌فهمد شروع به یافتن پاسخ برای سوالاتاش می‌کند، داستان او دربارهٔ حوادثی است که در پادشاهی ماهیشماتی اتفاق افتاده…